# Michael Havers, Baron Havers
Robert Michael Oldfield Havers, Baron Havers PC QC (* 10. März 1923; † 1. April 1992 in London) war ein britischer Jurist und Politiker der Conservative Party sowie für kurze Zeit Lordkanzler von Großbritannien (The Lord High Chancellor of Great Britain).

## Biografie
Nach dem Besuch der Westminster School begann der Sohn des Richters am High Court of Justice Cecil Havers ein Studium der Rechtswissenschaft an der University of Cambridge, das er jedoch wegen seines Militärdienstes in der Royal Navy während des Zweiten Weltkrieges unterbrach. Nach dem Ende des Krieges nahm er das Studium wieder auf und erhielt 1948 die Zulassung zum Rechtsanwalt. In den folgenden Jahren war er als erfolgreicher Anwalt und Richter tätig und wurde 1964 zum Kronanwalt (Queen’s Counsel) berufen.
Daneben begann er eine politische Laufbahn in der Conservative Party und wurde bei den Unterhauswahlen 1970 zum Mitglied des House of Commons gewählt und vertrat in diesem bis 1987 den Wahlkreis Wimbledon.
Im November 1972 wurde er von Premierminister Edward Heath zum Solicitor General in dessen Kabinett berufen. 1972 wurde er außerdem zum Knight Bachelor geschlagen und führte fortan das Prädikat „Sir“. Das Amt des Solicitor General übte er bis zum Ende von Heaths Amtszeit im März 1974 aus. In dieser Funktion leitete er das Anklageverfahren gegen die Maguire Seven, bei der sieben Mitglieder der Familie Maguire fälschlicherweise wegen der Bombenanschläge von Guildford als Terroristen verurteilt wurden.
Premierministerin Margaret Thatcher ernannte ihn nach dem Wahlsieg der Conservative Party bei den Unterhauswahlen im Mai 1979 zum Generalstaatsanwalt (Attorney General). Als solcher war er verantwortlich für die Erhebung der Anklage gegen den Serienmörder Peter Sutcliffe, der als sogenannter Yorkshire Ripper zwischen 1975 und 1980 mindestens 13 Frauen, oftmals Prostituierte, ermordet hatte und im Mai 1981 zu lebenslanger Freiheitsstrafe verurteilt wurde.
Nachdem er im Juni 1987 aus dem Amt des Generalstaatsanwalts ausgeschieden war, wurde er als Nachfolger des Baron Hailsham of St Marylebone Lordkanzler. Er bekleidete dieses Amt aus gesundheitlichen Gründen jedoch nur einige Monate und wurde nach seinem Rücktritt im Oktober 1987 von James Mackay, Baron Mackay of Clashfern abgelöst. 1987 erfolgte auch seine Erhebung in den hohen Adelsstand als Life Peer mit dem Titel Baron Havers, of St Edmundsbury in the County of Suffolk, und damit auch zum Mitglied des House of Lords.
Seine jüngere Schwester Elizabeth Butler-Sloss, Baroness Butler-Sloss, war ebenfalls Richterin am High Court of Justice sowie am Court of Appeal. Michael Havers Sohn Philip Havers wurde ebenfalls Rechtsanwalt und Kronanwalt, während sein älterer Sohn der bekannte Filmschauspieler Nigel Havers ist.